# NEC Red Rockets
NEC Red Rockets ( NECレッドロケッツ NEC Reddo Rokettsu) là câu lạc bộ bóng chuyền có trụ sở tại Kawasaki, Kanagawa, Nhật Bản. Họ đang chơi tại V.League 1. Chủ sở hữu của đội là NEC.
Câu lạc bộ được thành lập vào tháng 4 năm 1978 với tên NEC’s corporate team, tham gia cùng năm giải đấu V.Challenge League lần thứ 10. Câu lạc bộ được làm thành viên Giải bóng chuyền Nhật Bản vào năm 1979, giữ vị trí 3 đến cuối mùa giải. Câu lạc bộ sau đó đã vô địch sáu lần, và đánh dấu chiến thắng thứ 200 vào năm 2008.

## Danh hiệu
Japan Volleyball League/V.League/V.Premier League
- Vô địch (6): 1987-1988, 1996-1997, 1999-2000, 2002-2003, 2004-2005, 2014–2015, 2016-17
- Á quân (4): 1986-1987, 1995-1996, 1997-1998, 2001-2002

Kurowashiki All Japan Volleyball Championship
- Vô địch (2): 1997, 2001
- Á quân (7):  1985, 1987, 1995, 1996, 1999, 2011, 2013

VTV Cup
- Vô địch (1): 2019

## Kết quả giải đấu
| Giải                     | Giải            | Vị trí  | Các đội bóng | Số trận | Thắng | Bại |
| ------------------------ | --------------- | ------- | ------------ | ------- | ----- | --- |
| Japan League             | 13th (1979–80)  | 3rd     | 6            | 10      | 7     | 3   |
| Japan League             | 14th (1980–81)  | 4th     | 8            | 14      | 7     | 7   |
| Japan League             | 15th (1981–82)  | 5th     | 8            | 21      | 7     | 14  |
| Japan League             | 16th (1982–83)  | 6th     | 8            | 21      | 7     | 14  |
| Japan League             | 17th (1983–84)  | 6th     | 8            | 21      | 8     | 13  |
| Japan League             | 18th (1984–85)  | 3rd     | 8            | 21      | 14    | 7   |
| Japan League             | 19th (1985–86)  | 3rd     | 8            | 21      | 12    | 9   |
| Japan League             | 20th (1986–87)  | Á quân  | 8            | 21      | 17    | 4   |
| Japan League             | 21st (1987–88)  | Vô địch | 8            | 14      | 12    | 2   |
| Japan League             | 22nd (1988–89)  | 4th     | 8            | 17      | 9     | 8   |
| Japan League             | 23rd (1989–90)  | 3rd     | 8            | 17      | 13    | 4   |
| Japan League             | 24th (1990–91)  | 3rd     | 8            | 17      | 9     | 8   |
| Japan League             | 25th (1991–92)  | 7th     | 8            | 14      | 3     | 11  |
| Japan League             | 26th (1992–93)  | 4th     | 8            | 14      | 8     | 6   |
| Japan League             | 27th (1993–94)  | 4th     | 8            | 14      | 9     | 5   |
| V・League                | 1st (1994–95)   | 5th     | 8            | 21      | 11    | 10  |
| V・League                | 2nd (1995–96)   | Á quân  | 8            | 21      | 14    | 7   |
| V・League                | 3rd (1996–97)   | Vô địch | 8            | 21      | 16    | 5   |
| V・League                | 4th (1997–98)   | Á quân  | 8            | 21      | 18    | 3   |
| V・League                | 5th (1998–99)   | 3rd     | 10           | 18      | 13    | 5   |
| V・League                | 6th (1999-2000) | Vô địch | 10           | 18      | 18    | 0   |
| V・League                | 7th (2000–01)   | 3rd     | 10           | 18      | 17    | 1   |
| V・League                | 8th (2001–02)   | Á quân  | 9            | 16      | 10    | 6   |
| V・League                | 9th (2002–03)   | Vô địch | 8            | 21      | 17    | 4   |
| V・League                | 10th (2003–04)  | 4th     | 10           | 18      | 12    | 6   |
| V・League                | 11th (2004–05)  | Vô địch | 10           | 27      | 20    | 7   |
| V・League                | 12th (2005–06)  | 6th     | 10           | 27      | 13    | 14  |
| V・Premier               | 2006-07         | 5th     | 10           | 27      | 15    | 12  |
| V・Premier               | 2007-08         | 6th     | 10           | 27      | 13    | 14  |
| V・Premier               | 2008-09         | 3rd     | 10           | 27      | 18    | 9   |
| V・Premier               | 2009-10         | 5th     | 8            | 28      | 10    | 18  |
| V・Premier               | 2010-11         | 4th     | 8            | 26      | 15    | 11  |
| V・Premier               | 2011-12         | 8th     | 8            | 21      | 3     | 18  |
| V・Premier               | 2012-13         | 4th     | 8            | 28      | 23    | 5   |
| V・Premier               | 2013-14         | 5th     | 8            | 28      | 12    | 16  |
| V・Premier               | 2014-15         | Vô địch | 8            | 21      | 13    | 8   |
| V・Premier               | 2015-16         | 5th     | 8            | 21      | 8     | 13  |
| V・Premier               | 2016-17         | Vô địch | 8            | 21      | 15    | 6   |
| V・Premier               | 2017-18         | 5th     | 8            | 21      | 8     | 13  |
| V.League Division 1 (V1) | 2018–19         | 6th     | 11           | 20      | 11    | 9   |

## Đội hình hiện nay
Đội hình năm 2018-2019, tính đến ngày 30 tháng 1 năm 2019 
- Huấn luyện viên trưởng:  Takayuki Kaneko

| No. | Tên                 | Vị trí         | Ngày sinh        | Chiều cao (m)       | Cân nặng (kg)  | Spike (cm) | Block (cm) |
| --- | ------------------- | -------------- | ---------------- | ------------------- | -------------- | ---------- | ---------- |
| 1   | Haruyo Shimamura    | Middle Blocker | 4 tháng 3, 1992  | 1,82 m (6 ft 0 in)  | 78 kg (172 lb) | 298        | 290        |
| 2   | Sarina Koga         | Outside Hitter | 21 tháng 5, 1996 | 1,80 m (5 ft 11 in) | 66 kg (146 lb) | 302        | 290        |
| 3   | Shiori Tsukada      | Setter         | 7 tháng 9, 1994  | 1,75 m (5 ft 9 in)  | 63 kg (139 lb) | 284        |            |
| 4   | Mizuki Yanagita (C) | Opposite       | 26 tháng 3, 1996 | 1,68 m (5 ft 6 in)  | 64 kg (141 lb) | 304        |            |
| 5   | Kana Ono            | Middle Blocker | 30 tháng 6, 1992 | 1,80 m (5 ft 11 in) | 70 kg (150 lb) | 300        | 283        |
| 6   | Kaori Ueno          | Middle Blocker | 6 tháng 1, 1995  | 1,80 m (5 ft 11 in) | 73 kg (161 lb) | 299        |            |
| 7   | Kaname Yamaguchi    | Setter         | 6 tháng 11, 1989 | 1,70 m (5 ft 7 in)  | 67 kg (148 lb) | 294        |            |
| 8   | Yuna Okuyama        | Setter         | 26 tháng 9, 1995 | 1,70 m (5 ft 7 in)  | 67 kg (148 lb) | 295        |            |
| 9   | Nanami Hirose       | Outside Hitter | 12 tháng 5, 1997 | 1,77 m (5 ft 10 in) | 62 kg (137 lb) | 309        |            |
| 10  | Sayaka Iwasaki      | Libero         | 18 tháng 7, 1990 | 1,58 m (5 ft 2 in)  | 50 kg (110 lb) | 277        |            |
| 11  | Sayaka Shinohara    | Setter         | 6 tháng 8, 1996  | 1,64 m (5 ft 5 in)  | 56 kg (123 lb) | 292        |            |
| 12  | Misaki Yamauchi     | Opposite       | 10 tháng 3, 1995 | 1,72 m (5 ft 8 in)  | 69 kg (152 lb) | 306        |            |
| 13  | Nichika Yamada      | Middle Blocker | 24 tháng 2, 2000 | 1,83 m (6 ft 0 in)  | 71 kg (157 lb) | 301        |            |
| 14  | Shiori Aratani      | Opposite       | 22 tháng 9, 1998 | 1,73 m (5 ft 8 in)  | 60 kg (130 lb) | 305        |            |
| 15  | Rhamat Alhassan     | Middle Blocker | 7 tháng 9, 1996  | 1,93 m (6 ft 4 in)  | 85 kg (187 lb) | 343        |            |
| 16  | Manami Kojima       | Libero         | 7 tháng 11, 1994 | 1,58 m (5 ft 2 in)  | 58 kg (128 lb) | 266        |            |
| 17  | Saki Minemura       | Outside Hitter | 18 tháng 4, 1990 | 1,78 m (5 ft 10 in) | 69 kg (152 lb) | 298        |            |
| 18  | Chinami Furuya      | Outside Hitter | 20 tháng 4, 1996 | 1,73 m (5 ft 8 in)  | 65 kg (143 lb) | 297        |            |
| 19  | Yuka Sawada         | Setter         | 14 tháng 8, 1996 | 1,58 m (5 ft 2 in)  | 57 kg (126 lb) | 273        |            |
| 20  | Regla Martinez      | Middle Blocker | 11 tháng 2, 1999 | 1,74 m (5 ft 9 in)  | 00 kg (0 lb)   |            |            |
| 21  | Ayumi Yoshida       | Outside Hitter | 7 tháng 8, 2000  | 1,76 m (5 ft 9 in)  | 63 kg (139 lb) | 300        |            |
| 22  | Haruna Soga         | Outside Hitter | 25 tháng 3, 2001 | 1,73 m (5 ft 8 in)  | 64 kg (141 lb) | 306        |            |

## Các vận động viên cũ
- Elena Tyurina (1990-1994)
- Elizaveta Tishchenko (1995-1997)
- Yelena Godina (1998-1999)
- Riikka Lehtonen (2006-2007)
- Erin Aldrich (2007-2008)
- Ana Paula Ferreira (2008-2010)
- Fernanda Garay Rodrigues (2010-2011)
- Brižitka Molnar (2011-2012)
- Yeliz Başa (2012–13, 2014-2016)
- Hana Čutura (2013–14)
- Hiroko Tsukumo (1993-2004)
- Shinako Tanaka (2001-2002)
- Yoshie Takeshita (2002-2004)
- Megumi Kurihara (2003-2004)
- Megumi Kawamura (2001-2005)
- Ai Ōtomo (2000-2006)
- Miyuki Takahashi (-2009)
- Ikumi Narita (-2009)
- Sayoko Matsuzaki(-2010)
- Saori Arita(-2010)
- Saori Takasaki(-2010)
- Noriko Ando(-2010)
- Ayako Watanabe(-2011)
- Sayaka Takeuchi(-2011)
- Yuko Maruyama(-2011)
- Sachiko Sugiyama(-2012)
- Kanako Naito(-2012)
- Akari Oumi (2012-2017)
- Hiroko Matsuura
- Akiko Ino
- Yumiko Tsuzuki
- Akiko Uchida
- Makoto Matsuura
- Miho Watanabe
- Miyuki Akiyama
- Nami Sagawa